# Gungner (iskalott i Grönland)
Gungner är en iskalott i Grönland (Kungariket Danmark).   Den ligger i kommunen Sermersooq, i den södra delen av Grönland, 500 km öster om huvudstaden Nuuk.